# Universidade Virtual do Estado de São Paulo
A Universidade Virtual do Estado de São Paulo (UNIVESP) é uma universidade pública do estado de São Paulo, destinada a oferecer cursos semipresenciais para todo o estado. É a primeira universidade pública virtual do Brasil. Foi fundada em 2012 e é vinculada à Secretaria de Ciência, Tecnologia e Inovação do governo do estado de São Paulo. Seus cursos são oferecidos em parceria com a Universidade de São Paulo, Universidade Estadual de Campinas, Universidade Estadual Paulista "Júlio de Mesquita Filho", o Centro Paula Souza e a Fundação Padre Anchieta. Seus cursos realizam-se no Ambiente virtual de aprendizagem (AVA), onde ocorre interação de tutor e alunos, além de disponibilizar videoaulas, bibliotecas digitais e os conteúdos pedagógicos. Também ocorrem encontros presenciais para atividades e avaliações.

## História
A UNIVESP é uma instituição de ensino superior, exclusivamente de educação à distância, criada pela Lei nº 14.836, de 20 de julho de 2012, mantida pelo Governo do Estado de São Paulo e vinculada à Secretaria de Ciência, Tecnologia e Inovação. A Instituição foi credenciada junto ao Conselho Estadual de Educação de São Paulo pela Portaria CEE-GP nº 120, de 22 de março de 2013. Seu credenciamento pelo Ministério da Educação (MEC) para a oferta de cursos superiores na modalidade a distância deu-se pela Portaria Ministerial nº 945, de 18 de setembro de 2015, após o parecer favorável dado pelo Conselho Nacional de Educação CNE/CES nº 245/2005. 
O primeiro curso de ensino superior ofertado pela instituição foi a Licenciatura em Ciências, com 320 vagas em 2012 e em 2013, 1.080 vagas. Entretanto, a instituição só passou a ofertar em 2014 cursos de bacharelado de Engenharia de Computação, Engenharia de Produção, Licenciatura em Matemática, Licenciatura em Física, Licenciatura em Química e Licenciatura em Biologia somando 3300 vagas e mais de 12 mil inscritos no vestibular. Em 2016 a instituição realizou, novamente, outro vestibular, com 918 vagas distribuídas em 17 polos de 16 municípios paulistas para os cursos de Engenharia de Computação e Engenharia de Produção.
Em 2017, foi realizada a maior oferta de vagas da instituição, a universidade inseriu mais de 35 mil estudantes distribuídos em 243 polos abrigados em 203 municípios paulistas, matriculados nos cursos de Engenharia de Produção, de Computação, Licenciaturas de Biologia, Química, Física, Matemática e Pedagogia e Gestão Pública. Neste mesmo ano de 2017 a Univesp solicitou junto ao Conselho Estadual de Educação – CEE-SP – o reconhecimento de todos os cursos oferecidos até 2016.
Em 2018, os cursos de Engenharia, Química, Física, Biologia e Matemática foram reconhecidos. No mesmo ano, a Instituição formou os primeiros 169 alunos das Licenciaturas em Matemática, Química, Biologia e Física atendendo a demanda por professores nas escolas de educação básica. Ainda em 2018, a Univesp ofertou o expressivo número de 42.450 vagas, em dois vestibulares naquele ano.
Em 2019, a instituição passou a contar com 9 cursos, sendo os bacharelados em Engenharia de Computação, Engenharia de Produção, o de Gestão Pública (parceria com o CPS) e as Licenciaturas em Química, Física, Biologia, Matemática, Pedagogia e Letras, em 330 polos (44% do território paulista) com mais de 35 mil alunos (Somando-se os ingressos do segundo semestre de 2019). Ainda em 2019 a Universidade implantou os cursos de Bacharelado em Tecnologia da informação e Bacharelado em Ciência de dados, com ingresso em 2020.
Em 2022, foram criados os novos cursos de Bacharelado em Administração e de Tecnologia em Processos Gerenciais que fazem parte do Eixo de Administração e Produção, juntamente com o Bacharelado em Engenharia de Produção.

## Estrutura
Hoje a instituição conta com pouco mais de 60 mil alunos distribuídos em 427 polos em 373 municípios paulistas, os quais utilizam uma plataforma virtual para acessar as vídeos aulas, acessar bibliografias online e tirar duvidas com facilitadores virtuais que são alunos de mestrado e doutorado de um convênio firmado entre a UNIVESP e a USP, UNESP e Unicamp. Os alunos são avaliados com atividades virtuais e 1 prova presencial de cada disciplina no polo, além de terem que realizar um projeto que integre todos os conhecimentos aprendidos no semestre em curso.
Os alunos, contam com a comodidade de imprimir documentos como atestado de matricula, Atestado de Matrícula com Disciplinas, Histórico Escolar, Carta de Apresentação - Projeto Integrador e Carta de Apresentação - Estágio Obrigatório dentro da própria plataforma da instituição, podendo também solicitar, virtualmente, aproveitamento de disciplinas, trancamento de disciplinas e semestres, solicitação de passe estudantil, dentre outras funções administrativas.
Além dos cursos superiores, a UNIVESP também faz parte do programa Via Rápida, que oferece vários cursos de qualificação presenciais e online em várias áreas do conhecimento. A instituição ainda conta com a Univesp TV, canal com foco em conteúdos educacionais.

## Cursos oferecidos
| Graduação | Graduação                                                                         | Graduação                                                       |
| --- | --------------------------------------------------------------------------------- | --------------------------------------------------------------- |
| Eixo Computação | Eixo Licenciaturas                                                                | Eixo Administração e Produção                                   |
| - Engenharia de Computação - Ciência de Dados - Tecnologia da Informação                                                                                             | - Licenciatura em Matemática - Licenciatura em Letras - Licenciatura em Pedagogia | - Engenharia de Produção - Administração - Processos Gerenciais |
| Pós-Graduação |                                                                                   |                                                                 |
| - Especialização em Processos Didático-Pedagógico para Cursos na Modalidade a Distância - Especialização em Empreendedorismo e Inovação Tecnológica nas Engenharias* |                                                                                   |                                                                 |

* Cursos em parceria com outros órgãos e universidades.

## Reforma institucional
Segundo uma vistoria, realizada pela secretária de desenvolvimento econômico, entre 21 de maio e 13 de dezembro de 2018, apontou-se que dos 330 polos totais, 239 polos foram vistoriados e destes 110 não possuem salas de aulas suficientes para a demanda de alunos. Além disso, somente 17 polos possuem laboratórios de informática nos requisitos mínimos da instituição, com 29 sem acesso à internet e 95 com acesso à internet para funções básicas.
Com isso, a instituição, em nota de esclarecimento, adiou o vestibular para o segundo semestre de 2019, alegando que não havia realizado estudos para o processo seletivo. Em reportagem de Tatiana Santiago, do G1, o presidente, Rodolfo Avezedo informou que implementou um pacote de mudanças, incluindo a digitalização dos diplomas, a contratação de 800 bolsistas para realizar o suporte virtual aos estudantes, a utilização do QR Code impresso na folha de avaliação presenciais para identificar os alunos (para otimizar o tempo correção), ainda que reduzindo as vagas ofertadas. Em suas palavras, "A gente chegou aqui e tinha muita coisa para ser feita com pressa. As aulas começariam em um mês [25 de fevereiro] e não tinha pessoas para atender aos alunos e a todas as disciplinas organizadas. Em EAD [Ensino a Distância] é preciso gravar, preparar. Não tínhamos clara a estrutura e dimensionamento dos polos nem a quantidade de alunos".
É esperado para esse ano, cerca de 5.120 alunos em 183 polos de 155 municípios, sendo ofertados os cursos de Licenciatura em Letras (novo), Pedagogia e Licenciatura em Matemática. A única mudança é que os ingressos no curso de licenciatura terão o primeiro ano comum a todos, o que, nas palavras do presidente, "O aluno terá mais flexibilidade para a escolha, melhor entendimento de seu itinerário formativo, além de ter a integração com graduandos de outras habilitações, o que contribuirá para sua formação e no desenvolvimento de projetos integradores multidisciplinares".

## Polos
Polos são as unidades acadêmicas e operacionais para o desenvolvimento de atividades presenciais relativas aos cursos oferecidos na modalidade a distância. Esse locais contam com infraestrutura física e tecnológica, além de pessoas, para apoio aos alunos no desenvolvimento dos projetos pedagógicos da instituição e de cada um dos cursos. Em março de 2023, a Univesp passou a contabilizar 425 polos, distribuídos em 371 municípios do Estado.